# Olga görög királyné
Olga görög királyné, született Olga Konsztantyinovna Romanova orosz nagyhercegnő (oroszul: Великая Княжна Ольга Константиновна Романова, görögül: Βασίλισσα Όλγα των Ελλήνων; Pavlovszk, 1851. szeptember 3. – Pau, 1926. június 18.) a Romanov-házból származó orosz nagyhercegnő, házassága révén 1867–1913 között Görögország királynéja, valamint 1920. november–december között az ország régense.

## Élete

### Ifjúkora
Olga Konsztantyinovna nagyhercegnő 1851. szeptember 3-án született a Szentpétervár melletti Pavlovszkban. Édesapja Konsztantyin Nyikolajevics Romanov nagyherceg, I. Miklós orosz cár fia volt. Édesanyja a Wettin-házból való Alexandra szász–altenburgi hercegnő (házasságát követően Alekszandra Joszifovna). Olga volt szülei második, egyben első leánygyermeke.
Szülei házassága hamar tönkrement, édesapja számos szeretőt tartott. A családot sorozatban érték a katasztrófák: a legidősebb fiú, Nyikolaj Konsztantyinovics meglopta a saját szüleit így száműzték, a legkisebb fiú, Vjacseszlav Konsztantyinovics pedig meghalt agyvérzés következtében tizenhét éves korában. Olga nagyhercegnőnek mindezek ellenére boldog gyermekkorban volt része, amelyet elsősorban édesanyja biztosított számára. Konsztantyin Nyikolajevics és Alekszandra Joszifovna egyaránt érdeklődtek a zene és a művészetek iránt, igyekezve ezt átadni gyermekeik számára is.

### Házassága
Olga Konsztantyinovna és későbbi férje, I. György görög király először 1863-ban találkoztak, amikor György király Oroszországba jött, hogy megköszönje II. Sándor cár támogatását és segítségét, amikor a cár kiállt mellette görög királlyá választásakor.
György király legközelebb 1867-ben ment Oroszországba, hogy meglátogassa nővérét, Dagmar királyi hercegnőt, aki egy évvel korábban ment feleségül Sándor trónörökös nagyherceghez. György és Olga Konsztantyinovna ekkor szerettek egymásba, ám a nagyhercegnő szülei vonakodtak elengedni leányukat, annak fiatal korára hivatkozva. A házasság pártját fogta viszont Dagmar hercegnő, és rávette Olga nagyhercegnő szüleit, hogy adják beleegyezésüket. Olga és György menyegzőjét végül 1867. október 27-én tartották meg a Téli Palotában, majd a királyi pár Görögországba utazott. Olga Konsztantyinovna, aki ekkor tizenhat éves volt, állítólag magával vitte kedvenc babáit és játékait is új otthonába. A pár boldog házasságban élt, összesen nyolc gyermekük született.

#### Gyermekei
- Konstantin (1868–1923), később Görögország királya,
- György (1869–1957),
- Alexandra (1870–1891), házassága révén orosz nagyhercegné,
- Miklós (1872–1938),
- Mária (1876–1940), házassága révén orosz nagyhercegné,
- Olga királyi hercegnő (1881), három hónapos korában elhalálozott,
- András (1882–1944),
- Kristóf (1888–1940).

### Görög királynéként

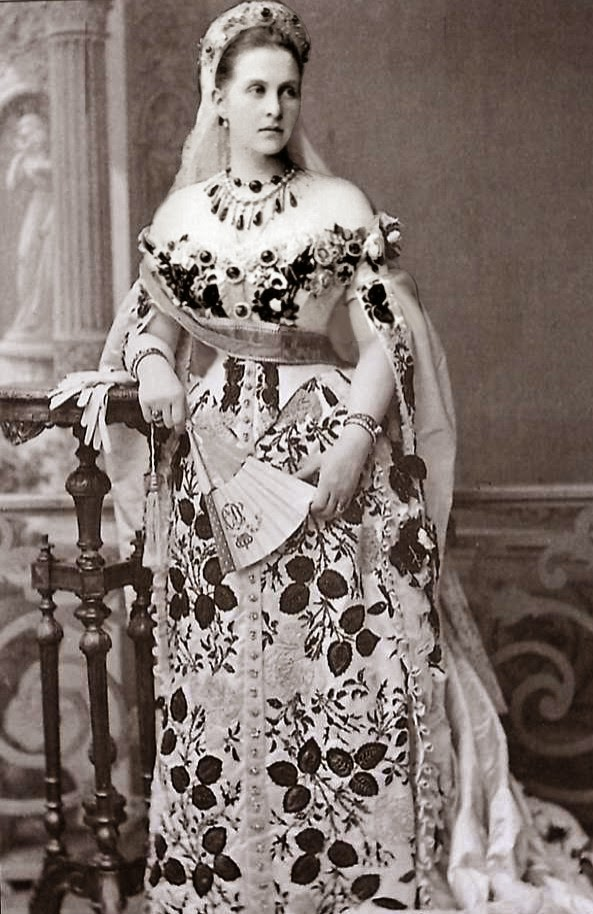
Olga Konsztantyinovna orosz díszruhában

Új hazájában Olga királyné szerényebb körülmények között élt, mint Oroszországban. A királynénak hiányzott a szentpétervári cári udvar pompája és eleganciája, a megszokott csillogás és gazdagság. A görög királyi udvar Oroszország után már-már kényelmetlenül egyszerű volt a királyné számára. Férje és gyermeki társaságában Olga Konsztantyinovna nyaranta rendszeresen hazautazott szüleihez, vagy György király dán rokonságát látogatták meg. A királyi pár utolsó gyermeke, Kristóf királyi herceg Pavlovszkban született, ott, ahol annak idején édesanyja is. A hercegnek orosz keresztszülei lettek, és később ez, illetve leányai házasságkötése szolgáltatta az ürügyet arra, hogy Olga királyné több időt töltsön szülőhazájában.
Olga királyné hamar példátlan népszerűségre tett szert a görögök körében, köszönhetően jótékonysági tevékenységeinek. Ő alapította meg Athén belvárosában az ország legnagyobb kórházát, az Evangeliszmoszt, és ő adott pénzt a pireuszi kórház felépítésére is. Az orosz ortodoxnak született Olga királyné az 1897-es görög–török háború alatt meglátogatta a fronton harcoló katonákat, és ekkor jött rá, hogy a legtöbb ember nem érti a Bibliát, mivel az a „közönséges görög nyelven” íródott. A görög nyelvnek ezt a változatát körülbelül i. e. 300-tól i. sz. 330-ig használták – tehát az Ószövetséget a Szeptuaginta eredeti változata szerint olvasták, az Újszövetségnek pedig az eredeti görög nyelvű változata volt használatos. Mivel a „közönséges görög nyelvet” már jóformán senki sem értette, a királyné kezdeményezte a Biblia lefordítását a modern görög nyelvre. Az ötlet már hamar ellenkezést váltott ki több görögből is, mivel ők az ősi görög hagyományok semmibe vételeként értelmezték ezt a lépést.
1901 novemberében először jelent meg az Újtestamentum modern fordítása, a Szent Szinódus engedélye nélkül, ami athéni zavargásokhoz és Georgiosz Theotokisz miniszterelnök bukásához vezetett. A fordítást Alexandrosz Pallisz készítette, aki sokkal egyszerűbb és közérthetőbb kifejezéseket, szavakat használt a „modern Bibliában”. A fordítás sokaknak nem tetszett, elsősorban az athéni egyetemistáknak, akiket a saját professzoraik buzdítottak a tiltakozásra. Azt szerették volna, ha kiközösítik Palliszt és a fordítást támogató papokat (beleértve I. Prokopiuszt, Athén érsekét, Olga királyné egyik pártfogoltját). A tüntetők és a rendőrség összecsapásainak következményeként nyolc ember meghalt, további hetven pedig súlyosan megsérült. Decemberben a fordítást végül betiltották. A kisebb háborút, ami a modern Biblia miatt kialakult, „Evangelikának” nevezték el.
| „                  | Letelepedett, és idővel népszerű királyné vált belőle, bár szívében mindig orosz maradt. | ” |
| – Olga királynéról |                                                                                          |   |

### Anyakirálynéként

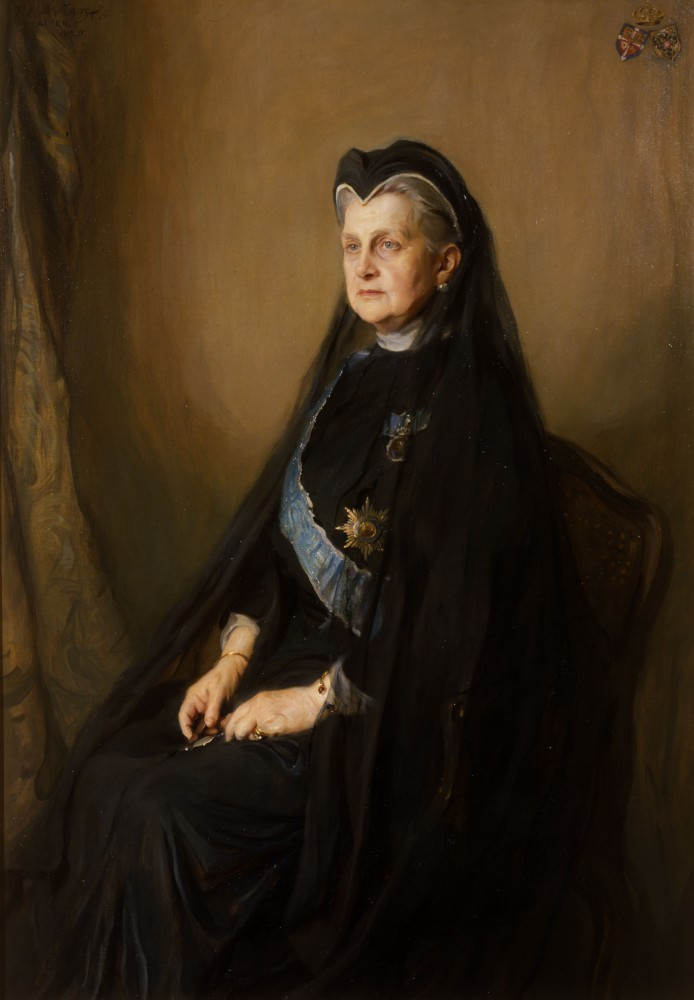
Az özvegy Olga anyakirályné (1914; László Fülöp)

1913. március 18-án egy anarchista meggyilkolta I. György görög királyt, utódjaként legidősebb fia, Konstantin lépett a görög trónra. Olga Konsztantyinovna ezzel megszűnt görög királyné lenni; anyakirálynéi rangot kapott. Feladatköre lecsökkent, egyre több időt tölthetett Oroszországban. Az első világháború alatt haza is költözött a pavlovszki palotába, ahol katonai kórházat nyitott. Az 1917-es forradalmakat és II. Miklós cár lemondását, majd a bolsevikok hatalomátvételét követően sem hagyta el az országot, mert az anyakirályné úgy érezte, kötelessége segítenie bebörtönzött rokonain – köztük volt például több unokaöccse is, illetve veje, Georgij Mihajlovics nagyherceg. Mikor azonban elkezdődtek a Romanov-ház tagjainak kivégzései, és az orosz nemesek üldözése, Olga anyakirályné kénytelen volt elmenekülni Oroszországból; és hazatért Görögországba.
1917. június 12-én az anyakirályné első fiát, Konstantin királyt elűzték a trónról. Az új uralkodó Sándor király lett, noha a valódi hatalmat Elefthériosz Venizélosz miniszterelnök gyakorolta. A királyi család több tagja is száműzetésbe vonult, Olga Konsztantyinovna azonban unokájával maradt Athénban. Alig három évnyi uralkodás után tragikus úton elhunyt Sándor király, és a görög kormány öccsét, Pál görög királyi herceget hívta meg a trónra, azonban a herceg visszautasította azt még életben lévő apjára való tekintettel. Eleftheriosz Venizelosz elvesztette a novemberi választásokat, így lehetővé vált, hogy I. Konstantint visszahívják a trónra. Sándor király halála napjától kezdve és I. Konstantin király visszatéréséig, azaz október 25-től december 29-ig Olga anyakirálynét nevezték ki Görögország régensének.
A vesztes görög–török háború miatt 1922-ben I. Konstantin másodszor is lemondásra kényszerült, a korona legidősebb fiára, II. Györgyre szállt. A királyi család legtöbb tagját – köztük Olga anyakirálynét is – Olaszországba száműzték. A királyné legkisebb fiához, Kristóf herceghez és feleségéhez, Nancy Stewarthoz költözött Palermo városába, a Villa Anastasiába. Itáliából számos utazást tett, egy ilyen út során hunyt el Franciaországban, 1926. június 18-án.
Olga anyakirálynét először Olaszországban temették el, de a monarchia 1936-os restaurálása után 1936. november 17-én kívánságának megfelelően újratemették férje mellé Tatoi szigetén, a görög királyi család nyári rezidenciája mellett, a görög királyok temetkezési helyén.